# نوریت برد-دیوید
نوریت برد-دیوید (عبری: בירד-דוד נורית‎؛ زادهٔ ۲۹ سپتامبر ۱۹۵۱) دانشمند در زمینه انسان‌شناسی فرهنگی است.